# Psycho-Pass
Psycho-Pass (サイコパス?, Saikopasu) è una serie televisiva anime del 2012, scritta da Gen Urobuchi, prodotta da Production I.G e trasmessa su Fuji TV dall'ottobre 2012 nel blocco noitaminA. In Italia, l'anime è pubblicato dalla Dynit. Dal 15 aprile 2013 la serie è disponibile senza limiti di tempo in versione originale sottotitolata sul portale Popcorn TV ed è stata trasmessa su Rai 4 dal 10 ottobre 2013 al 10 aprile 2014.
La seconda stagione della serie, della durata di 11 episodi, è andata in onda dal 9 ottobre 2014 sempre su noitaminA. Questa è stata trasmessa in Italia in simulcast da parte di VVVVID.
La serie è continuata con il film Gekijō-ban Psycho-Pass, uscito nei cinema giapponesi a gennaio 2015. Nel 2019 è uscita la trilogia di film Psycho Pass: Sinners of the System, seguita dalla terza stagione della serie, composta da 8 episodi e distribuita in Italia da Amazon Prime Video. Nel marzo 2020 è uscito il film Psycho-Pass 3: First Inspector che conclude l'arco narrativo della terza stagione.

## Trama
(Cartello che appare al termine degli episodi)
In un futuro prossimo, i progressi tecnologici hanno reso possibile misurare e monitorare con precisione lo stato mentale, la personalità e le inclinazioni delle persone: il cosiddetto "Psycho-Pass".
Grazie a questo è possibile valutare le probabilità che una persona commetta un crimine o meno; quando questo "Coefficiente di Criminalità" supera un determinato limite interviene la sezione anticrimine della Pubblica Sicurezza, formata dagli Esecutori, criminali latenti il cui compito è catturare altri criminali e dagli Ispettori, ufficiali di polizia che monitorano e dirigono le loro azioni. Ispettori ed Esecutori possono intervenire usando le Dominator, particolari pistole che possono variare il tipo di colpo in base al tipo di bersaglio (si disattivano di fronte a persone con coefficienti bassi, stordiscono in caso di coefficiente medio, sono armi letali per i criminali con alti coefficienti).
La storia è ambientata nella Tokyo del 2112 e ruota attorno a Shinya Kōgami, un Esecutore che sfrutta lo Psycho-Pass per lottare contro il crimine, e ad Akane Tsunemori, Ispettore di polizia appena entrata nella squadra a cui appartiene Kogami.

## Personaggi
Shinya Kōgami (狡噛 慎也?, Kōgami Shinya)
Doppiato da Tomokazu Seki (ed. giapponese), Andrea Ward (ed. italiana)
Nato il 16 agosto 2084, gruppo sanguigno B.
Protagonista ed Esecutore dell'Unità 1 della Sezione Anticrimine della Pubblica Sicurezza. Un tempo era un Ispettore fino a quando Sasayama, un Esecutore sotto il suo controllo, fu ucciso dal criminale del caso su cui indagavano. Kogami divenne così ossessionato dal caso che il suo coefficiente superò i limiti. Il Sybil System lo ha pertanto destituito a Esecutore. Da allora continua le indagini sul caso, in cerca del colpevole dell'accaduto.
Akane Tsunemori (常守 朱?, Tsunemori Akane)
Doppiata da Kana Hanazawa (ed. giapponese), Letizia Scifoni (ed. italiana)
Nata il 1º aprile 2092.
Protagonista e Ispettore di Kogami, appena unitasi all'Unità 1. Ha deciso di entrare in polizia nonostante i suoi altissimi voti le permettessero di entrare anche in altri ambiti pubblici e società private. Alla fine della prima stagione diventerà la leader dell'Unità 1 al posto di Ginoza, e accoglierà la nuova ispettrice Mika Shimotsuki.
Nobuchika Ginoza (宜野座 伸元?, Ginoza Nobuchika)
Doppiato da Kenji Nojima (ed. giapponese), Alessandro Quarta (ed. italiana)
Ispettore, superiore di Akane. Riservato e zelante nel suo lavoro. Detesta i criminali con alti coefficienti e considera gli Esecutori bestie da usare per catturare altre bestie, mantenendo una ferrea gerarchia sul lavoro.
Tomomi Masaoka (征陸 智己?, Masaoka Tomomi)
Doppiato da Kinryū Arimoto (ed. giapponese), Stefano De Sando (ed. italiana)
Esecutore dell'Unità 1 e veterano del gruppo, inoltre è il padre di Ginoza. Aiuta Akane ad ambientarsi. Il suo braccio sinistro è artificiale.
Shūsei Kagari (縢 秀星?, Kagari Shūsei)
Doppiato da Akira Ishida (ed. giapponese), Paolo Vivio (ed. italiana)
Esecutore dell'Unità 1. Rispetto ai suoi colleghi ha una personalità più vivace e allegra, rendendo Akane vittima dei suoi scherzi. È considerato un criminale latente dall'età di 5 anni.
Yayoi Kunizuka (六合塚 弥生?, Kunizuka Yayoi)
Doppiata da Shizuka Itō (ed. giapponese), Domitilla D'Amico (ed. italiana)
Esecutore dell'Unità 1, l'unica donna. Calma e riflessiva, anche davanti ai crimini più efferati.
Shion Karanomori (唐之杜 志恩?, Karanomori Shion)
Doppiata da Miyuki Sawashiro (ed. giapponese), Alessandra Cassioli (ed. italiana)
Medico legale e analista della Pubblica Sicurezza. Anche lei è una criminale latente.
Shōgo Makishima (槙島 聖護?, Makishima Shōgo)
Doppiato da Takahiro Sakurai (ed. giapponese), Edoardo Stoppacciaro (ed. italiana)
Antagonista, dal grande carisma e intelletto. Interessato ai lati peggiori e più oscuri della natura umana, nutre interesse verso le persone a sua detta più promettenti. Sembra essere il vero responsabile dietro ai vari casi affrontati dall'Unità 1, compreso quello che un tempo rese Kogami un criminale.
Mika Shimotsuki (霜月 美佳?, Shimotsuki Mika)
Doppiata da Ayane Sakura (ed. giapponese), Lucrezia Marricchi (ed. italiana)
Allieva dell'Accademia Femminile Ousou. Le sue amiche d'infanzia, nonché compagne di classe Kagami Kawarazaki e Yoshika Okubo, sono state uccise da Rikako Oryo. Due mesi dopo la morte di Makishima, diventa la nuova ispettrice dell'Unità 1. Non approva il modo di agire di Akane, con la quale è sempre in disaccordo.
Sakuya Togane (東金 朔夜?, Tōgane Sakuya)
Doppiato da Keiji Fujiwara (ed. giapponese)
Antagonista e nuovo esecutore dell'Unità 1. Era uno psichiatra, ed ha avuto il più alto coefficiente di criminalità della storia. È ossessionato da Akane, e talvolta le punta contro il Dominator per verifica la tonalità del suo psycho-pass.
Sho Hinakawa (東金 朔夜?, Hinakawa Shou)
Doppiato da Takahiro Sakurai (ed. giapponese)
Nuovo esecutore dell'Unità 1. Timido ed introverso, in passato era un hologram designer.
Risa Aoyanagi (青柳 璃彩?, Aoyanagi Risa)
Doppiata da Mayumi Asano (ed. giapponese), Alessandra Chiari (ed. italiana)
Ispettore dell'Unità 2. È entrata nella Pubblica Sicurezza con Ginoza, con il quale ha un bel rapporto di amicizia.
Kirito Kamui (鹿矛囲 桐斗?, Kamui Kirito)
Doppiato da Ryōhei Kimura (ed. giapponese)
Antagonista. È una persona totalmente invisibile al sistema. Lascia il messaggio "WC?" (che sta per "What Colour?") nei luoghi in cui compie le sue azioni. Riesce a ripulire lo psycho-pass di una persona. Il suo obiettivo sono le Dominator.

## Manga
Un adattamento manga creato da Hikaru Miyoshi ed intitolato, Psycho-Pass – Ispettore Akane Tsunemori (監視官 常守朱?, Kanshikan Tsunemori Akane), è stato serializzato sulla rivista Jump Square edita da Shūeisha dal 2 novembre 2012 al 4 dicembre 2014. Il primo volume tankōbon è stato messo in commercio il 4 febbraio 2013. Nel novembre 2013, la serie ha venduto 380 000 copie in madre patria con i primi tre volumi. Nel dicembre 2014 ha venduto 1 milione di copie.
Un altro manga, Psycho-Pass – Ispettore Shinya Kogami (監視官 狡噛 慎也?, Kanshikan Kōgami Shinya), ha debuttato sulla testata Monthly Comic Blade della Mag Garden dal 30 giugno 2014 per poi concludersi il 4 novembre 2017. In questo seconda versione cartacea i disegni sono di Natsuo Sai mentre la trama viene scritta da Midori Gotou e Production I.G.
Un ulteriore manga ad opera di Saru Hashino, il quale funge da adattamento alla seconda serie anime, si intitola Psycho-Pass 2 (サイコパス 2?, Saikopasu Tsū) è stato pubblicato dal 5 novembre 2014 al 3 febbraio 2017 sulla rivista Comic Garden edita da Mag Garden.
Un'altra serie, sempre ad opera di Saru Hashino, e che funge da adattamento della terza stagione dell'anime, si intitola Psycho-Pass 3 (サイコパス 3?, Saikopasu Surī) viene pubblicato dal 26 ottobre 2019 sulla rivista digitale Shōnen Jump+ edita da Shūeisha.
In Italia sono giunte le prime tre le serie edite da Panini Comics sotto l'etichetta Planet Manga. La prima è stata pubblicata dall'8 giugno al 9 novembre 2017 nella collana Sakura, la seconda fu edita dal 10 novembre 2016 al 28 giugno 2018 nella collana Manga Life ed infine la terza dal 30 agosto 2018 al 18 aprile 2019 sempre nella collana Manga Life.

### Volumi
| Psycho-Pass – Ispettore Akane Tsunemori (6 volumi) |                  |                        |                   |
| 1                                                  | 4 febbraio 2013  | ISBN 978-4-08-870623-8 | 8 giugno 2017     |
| 2                                                  | 4 giugno 2013    | ISBN 978-4-08-870765-5 | 13 luglio 2017    |
| 3                                                  | 1º novembre 2013 | ISBN 978-4-08-870826-3 | 10 agosto 2017    |
| 4                                                  | 4 aprile 2014    | ISBN 978-4-08-880118-6 | 14 settembre 2017 |
| 5                                                  | 4 agosto 2014    | ISBN 978-4-08-880162-9 | 12 ottobre 2017   |
| 6                                                  | 5 gennaio 2015   | ISBN 978-4-08-880284-8 | 9 novembre 2017   |
| Psycho-Pass – Ispettore Shinya Kogami (6 volumi)   |                  |                        |                   |
| 1                                                  | 10 ottobre 2014  | ISBN 978-4-8000-0367-6 | 10 novembre 2016  |
| 2                                                  | 10 aprile 2015   | ISBN 978-4-8000-0436-9 | 12 gennaio 2017   |
| 3                                                  | 10 dicembre 2015 | ISBN 978-4-8000-0522-9 | 9 marzo 2017      |
| 4                                                  | 10 agosto 2016   | ISBN 978-4-8000-0601-1 | 11 maggio 2017    |
| 5                                                  | 10 luglio 2017   | ISBN 978-4-8000-0700-1 | 11 gennaio 2018   |
| 6                                                  | 10 gennaio 2018  | ISBN 978-4-8000-0740-7 | 28 giugno 2018    |
| Psycho-Pass 2 (5 volumi)                           |                  |                        |                   |
| 1                                                  | 10 aprile 2015   | ISBN 978-4-8000-0434-5 | 30 agosto 2018    |
| 2                                                  | 17 novembre 2015 | ISBN 978-4-8000-0512-0 | 25 ottobre 2018   |
| 3                                                  | 17 maggio 2016   | ISBN 978-4-8000-0573-1 | 20 dicembre 2018  |
| 4                                                  | 10 novembre 2016 | ISBN 978-4-8000-0631-8 | 21 febbraio 2019  |
| 5                                                  | 9 giugno 2017    | ISBN 978-4-8000-0695-0 | 18 aprile 2019    |
| Psycho-Pass 3 (3+ volumi)                          |                  |                        |                   |
| 1                                                  | 3 aprile 2020    | ISBN 978-4-08-882279-2 | —                 |
| 2                                                  | 2 ottobre 2020   | ISBN 978-4-08-882489-5 | —                 |
| 3                                                  | 2 aprile 2021    | ISBN 978-4-08-882651-6 | —                 |

## Anime

Logo della serie

### Colonna sonora
Sigle di apertura
- abnormalize, cantata dai Ling tosite sigure (1ª stagione e new edit version, ep. 1-11)
- Out of Control, cantata dai Nothing's Carved in Stone (1ª stagione, ep. 12-22)
- Enigmatic Feeling, cantata dai Ling tosite sigure (2ª stagione, ep. 1-11)
- Q-Vism, cantata dai Who-ya Extended (3ª stagione, ep. 1-8)
- Synthetic Sympathy, cantata dai Who-ya Extended (3ª stagione: First Inspector, ep.  1-3)

Sigle di chiusura
- Namae no nai Kaibutsu (名前のない怪物? lett. "Il mostro senza nome"), cantata dagli EGOIST (1ª stagione e new edit version, ep. 1-11)
- All Alone With You, cantata dagli EGOIST (1ª stagione, ep. 12-22)
- Fallen, cantata dagli EGOIST (2ª stagione, ep. 1-11)
- bullet, cantata dai Cö shu Nie (3ª stagione, ep. 1-8)
- red strand, cantata dai Cö shu Nie (3ª stagione: First Inspector, ep. 1-3)

L'edizione italiana ha conservato le sigle originali.

### Film
Dalla serie sono stati tratti tre film. Il primo, Psycho-Pass Movie, è uscito il 9 gennaio 2015 in Giappone. Il secondo, Psycho-Pass: Sinners of the System, è uscito il 25 gennaio 2019; si tratta di uno spin-off diviso in tre episodi autoconclusivi. Il terzo, Psycho-Pass 3: First Inspector, è uscito il 27 marzo 2020 ed è la continuazione della terza stagione della serie, entrambi distribuiti in Italia da Amazon Prime Video.
Un ulteriore film per il 10º anniversario della serie, Psycho-Pass: Providence, è stato annunciato il 14 agosto 2022 ed è uscito in Giappone il 12 maggio 2023. Il film è uscito in Italia in streaming su Crunchyroll il 15 dicembre 2023, sottotitolato in italiano.